# Zoom Video Communications

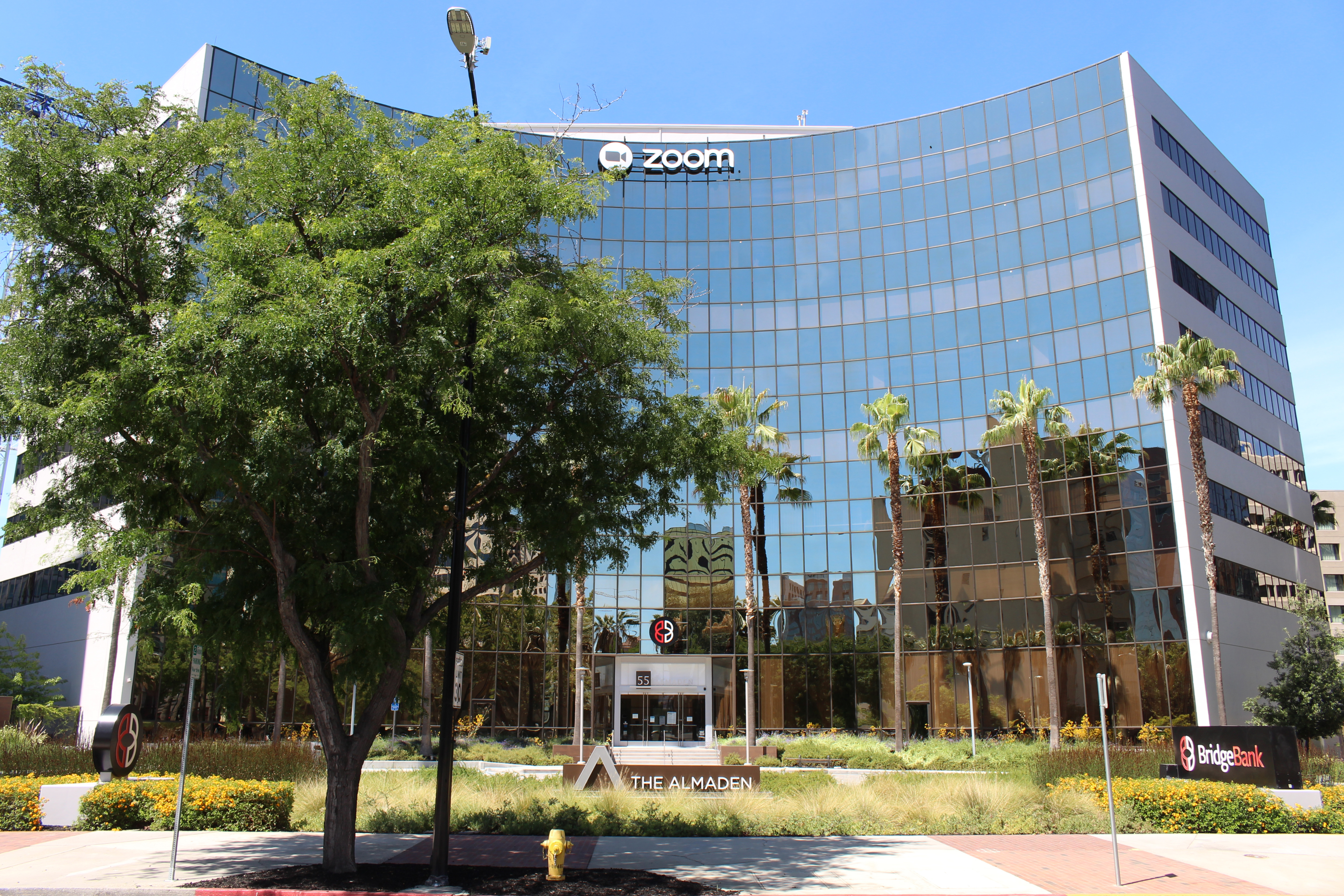
Quartel-general do Zoom em San Jose, Califórnia.

A Zoom Video Communications (NASDAQ: ZM, B3: Z1OM34) é uma empresa americana de serviços de reuniões remotas, tendo sede em San Jose, Califórnia. Ela fornece um serviço de conferência remota "Zoom" que combina videoconferência, reuniões online, bate-papo e colaboração móvel.
O software homónimo da Zoom está entre as soluções de reuniões remotas mais populares em muitos países. Ele é conhecido pela sua confiabilidade e facilidade de uso, especialmente quando comparado aos concorrentes. Porém, a Zoom enfrentou significativa controvérsia devido à revelação de várias vulnerabilidades de segurança encontradas no seu software, para além de alegações durante a pandemia de COVID-19 de práticas inadequadas ao nível da privacidade e da segurança.

## História
A Zoom foi fundada em 2011 por Eric Yuan, engenheiro líder da Cisco Systems e a sua unidade de negócios de colaboração WebEx. O serviço começou em Janeiro de 2013 e, em Maio de 2013, reivindicou um milhão de participantes. Durante o primeiro ano de lançamento, o Zoom estabeleceu parcerias com fornecedores de software de colaboração B2B, como Redbooth (então Teambox), e também criou um programa chamado "Works with Zoom", que estabeleceu parcerias com vários fornecedores de hardware e software, como Logitech, Vaddio, e InFocus.

### Uso durante a pandemia de COVID-19
Em 2020, desde o início do ano até meados de Março, o uso do Zoom aumentou 67%, quando escolas e empresas adotaram a plataforma de trabalho remoto em resposta à pandemia de coronavírus. Desde que a pandemia se intensificou, milhares de instituições de ensino mudaram para aulas on-line usando o Zoom. A empresa ofereceu os seus serviços gratuitamente a escolas de ensino fundamental e médio de muitos países. Num dia a aplicação Zoom foi baixado 343.000 vezes, com cerca de 18% desses downloads originários dos Estados Unidos. O Zoom ganhou mais de 2,22 milhões de usuários nos primeiros meses de 2020 - mais usuários do que acumulou em 2019. Consequentemente, em Março de 2020, as ações da Zoom aumentaram para US$160,98 por ação, um aumento de 263% em relação aos preços iniciais das ações quando foram abertas.
O Zoom tornou-se também numa plataforma social popular ao longo da pandemia. A geração Z e a geração do milénio conectaram-se através de eventos como "Zoom Blind Dates" ("Encontros Cegos do Zoom") e "Zoom Recess" ("Recesso do Zoom"). O Zoom como empresa transformou-se num meme da Internet, e estudantes de várias faculdades e universidades espalharam memes sobre o seu uso como "Zoom University" ("Universidade Zoom"). O Zoom ganhou também popularidade entre usuários mais velhos e famílias, separados por diretrizes e políticas em vigor de distanciamento social. Essas reuniões sociais virtuais costumam ser chamadas de "Zoom Parties" ("Festas do Zoom").
Com o aumento do uso da videoconferência, ocorreram incidentes de "Zoombombing", a prática de participantes inesperadamente aparecerem em conferências e enviarem pornografia ou outro material ofensivo a outros participantes,  fazendo com que algumas organizações abandonassem o uso do Zoom. O Zoom publicou um guia para reduzir as possibilidades de voltarem a acontecer tais incidentes.
As práticas de segurança e privacidade de dados do Zoom também estão sob crescente escrutínio. Consequentemente, o CEO da Zoom divulgou um comunicado a pedir desculpas pelos problemas de segurança. Alguns dos problemas foram resultado do fato de o Zoom ter sido projetado para "grandes instituições com suporte completo de TI". Para combater esses problemas, a Zoom afirmou que concentra-se-á na privacidade dos dados e emitirá um relatório de transparência.

## Produtos
O Zoom fornece videoconferência até 100 participantes, com um limite de tempo de 40 minutos. Para além estão disponíveis assinaturas pagas para permitir um maior número de participantes, aumentar o limite de tempo e obter recursos mais avançados. A Zoom afirma que seu software de código fechado é compatível com FedRAMP, HIPAA, PIPEDA e PHIPA, e o GDPR, no entanto, essas alegações não podem ser verificadas por pesquisadores de segurança em todo o mundo, pois os aplicativos são de código fechado . O Zoom recebeu vários reconhecimentos da indústria pelos seus produtos.
Inicialmente, o Zoom podia hospedar conferências de um máximo de 15 participantes em vídeo, aumentando para 25 em Janeiro de 2013, para 100 com a versão 2.5 em Outubro de 2015 e, posteriormente, para 1.000 para clientes corporativos. Entre 2015 e meados de 2016, a Zoom Video Communications anunciou suporte nativo ao Skype for Business e integração com o Slack .
Em Setembro de 2015, o Zoom anunciou a integração da videoconferência do Zoom com a plataforma de gerenciamento de relacionamento com clientes da Salesforce, permitindo que os vendedores iniciassem as conferências com os seus líderes de vendas sem sair da aplicação. Em maio de 2017, o Zoom anunciou uma parceria com a Polycom, que integrou as videoconferências do Zoom nos sistemas de conferência da Polycom, permitindo recursos como reuniões de várias telas e dispositivos, compartilhamento de tela HD e sem fio e integração de calendário com o Microsoft Outlook, Google Calendar e iCal.

### Zoom for Healthcare
Em abril de 2017, a Zoom lançou o Zoom for Healthcare, um produto de telessaúde escalável que permite aos médicos visitem remotamente os seus pacientes por meio de vídeo para realizarem consultas. Trata-se de, de fato, de uma plataforma de videoconferência para telessaúde  que possibilita reuniões por áudio e vídeo em alta definição, mesmo em ambientes com banda larga baixa. A plataforma funciona por meio de aplicativos para Android, iOS, Windows e MacOs e pode ser acessada pelo celular e pelo computador.
A Zoom for Healthcare fornece serviços aprimorados de sala de espera de pacientes, de links de reuniões personalizados, de gravação de reuniões ou consultas, de compartilhamento de telas e arquivos, de bate-papo online e de colaboração com outros médicos e especialistas. As sessões estabelecidas por meio da plataforma contam com segurança multicamadas e com criptografia AES-256. Os planos HIPAA/PIPEDA custam a partir de US$ 200 por mês.

## Crítica

### Privacidade
O Zoom foi criticado pelas suas práticas de armazenamento de dados, que incluem a recolha e armazenamento "do conteúdo contido nas gravações em nuvem e mensagens instantâneas, arquivos, quadros brancos", além de permitir que os empregadores monitorem os trabalhadores remotamente; a Electronic Frontier Foundation alertou que os administradores podem participar em qualquer chamada a qualquer momento "sem consentimento ou aviso imediato para os participantes da chamada". O Ministério da Defesa do Reino Unido proibiu o seu uso,, assim como o SpaceX e a NASA. Durante a inscrição numa conta gratuita do Zoom, o Zoom exige que os usuários permitam identificar os usuários através das suas informações pessoais do Google, e também oferece a exclusão permanente dos seus contatos do Google. A 7 de Abril de 2020, o Ministério da Educação da Malásia proibiu as escolas do país de usar a aplicação de conferência remota Zoom para realizar aulas on-line, pois esta apresentava numerosos problemas ao nível da segurança e da privacidade.

### Segurança
A Zoom afirma usar o TLS 1.2 com o Advanced Encryption Standard de 256 bits (AES-256) para o cliente Zoom. Em detalhes, o Zoom usa o TLS 1.2 com AES-256 para proteger a sinalização e usa o AES-128 para proteger os fluxos de áudio e vídeo . A Zoom alegou usar " criptografia de ponta a ponta " nos seus materiais de marketing, mas depois esclareceu que significava "do ponto final do Zoom ao ponto final do Zoom" (o que significa efetivamente entre os servidores do Zoom e os clientes do Zoom). O que é enganoso e foi descrito como "desonesto". Os pesquisadores da Citizenlab também descobriram que, na realidade, uma única chave AES-128 gerada por servidor está a ser compartilhada entre todos os participantes no modo BCE, o que é desaprovado devido às suas características de preservação de padrões do texto cifrado. Durante as chamadas de teste entre os participantes no Canadá e nos EUA, a chave foi provisionada a partir de servidores localizados na China. Devido às inúmeras preocupações de privacidade e segurança, em Março de 2020, a Procuradora Geral do Estado de Nova York, Letitia James, lançou uma investigação sobre as práticas de privacidade e segurança do Zoom. Após essas consultas, o Zoom foi banido das escolas de Nova York pelo Departamento de Educação da cidade de Nova York devido a problemas de segurança e privacidade na plataforma.